# تیم ملی فوتبال زنان اسپانیا
تیم ملی فوتبال زنان اسپانیا (به اسپانیایی:Selección femenina de fútbol de España) نمایندهٔ فوتبال زنان این کشور در ردهٔ ملی است.این تیم موفقیت‌های نسبی مانند راهیابی به نیمه نهایی مسابقات فوتبال زنان اروپا ۱۹۹۷ را در کارنامه خود دارد. تیم جوانان اسپانیا نیز دو بار پی در پی در سال‌های ۲۰۱۰ و ۲۰۱۱ موفق به دریافت جام مسابقات فوتبال زنان زیر ۱۷ سال اروپا شده‌است. در کنار آن اینها به مقام سوم جام جهانی زیر هفده سال زنان رسیدند. دراکتبر ۲۰۱۲ تیم بزرگسالان اسپانیا پس از شانزده سال برای دومین بار با غلبه بر تیم اسکاتلند در وقت‌های تلف شده وقت اضافه به مسابقات فوتبال زنان اروپا راه یافت. در جام جهانی فوتبال زنان ۲۰۲۳، اسپانیا با برتری یک بر صفر در مرحله فینال مقابل تیم ملی فوتبال زنان انگلستان حریف خود را شکست داد و قهرمان فوتبال زنان جهان شد.
تیم فوتبال زنان اسپانیا در جام جهانی فوتبال زنان ۲۰۲۳  با شکست تیم زنان انگلیس نخستین قهرمانی خود را بدست آورد. 

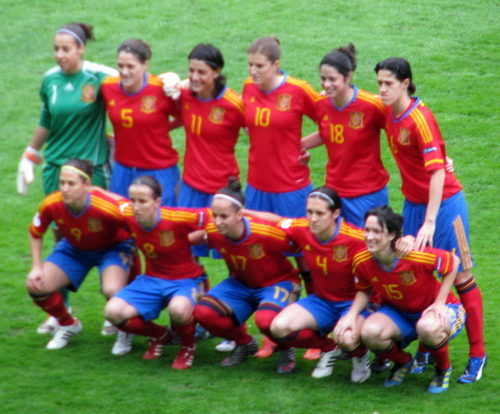
تیم ملی اسپانیا در ۲۰۱۲